# Die Garage (1980)
Die Garage ist eine sowjetische Filmsatire von Eldar Rjasanow aus dem Jahr 1980.

## Handlung
Die Mitglieder der Garagenbaugenossenschaft „Fauna“ haben sich zu einer Versammlung im Zoologischen Museum eines Forschungsinstituts zum Schutz der Tiere eingefunden. Nach Erörterungen zur Finanzierung der im Bau befindlichen Garagen, Informationen zu Materialmangel und ähnlichen Dingen wollen die Mitglieder bereits gehen, als Sidorin, der gemeinsam mit der stellvertretenden Direktorin des Museums Anikejewa der Genossenschaft vorsteht, eine heikle Entscheidung bekannt gibt: Der Bau einer Schnellstraße tangiert auch das Baugrundstück für die Garagen, sodass weniger Garagen als geplant gebaut werden können: Vier Genossenschaftsmitglieder müssen auf ihre Garage verzichten und aus der Genossenschaft ausgeschlossen werden. Die Leitung hat bereits vier Personen von ihrer Liste gestrichen: Fetissow, der für ein Auto einst sein Haus auf dem Land verkauft hat, den Rentner Jakubow, den durch eine Erkältung stummen Chwostow sowie den Wissenschaftler Guskow, der bei der Versammlung von seiner Frau vertreten wird. Guskows Frau ist es, die zuerst Einspruch gegen die Entscheidung einlegt: Immer sei ihr Mann der Prügelknabe für alle, arbeite, um den Lohn anderen, wie Dr. Anikejewa überlassen zu müssen, und werde nun ebenfalls ausgegrenzt. Chwostow legt sich aus Protest auf den Tisch der Versammlungsleitung und gibt wenig später vor, sämtliche Unterlagen der Leitung verspeist zu haben. Heimlich verbrennt er sie in einem Nebenraum.
Neben Chwostow und Guskows Frau protestieren auch Fetissow und Jakubow, der zu Bedenken gibt, dass erst kürzlich ohne Beratung mit den Genossenschaftsmitgliedern der Sohn des einflussreichen Milosserdow sowie die Leiterin der Markthalle Kuschakowa Mitglieder der Genossenschaft geworden sind. Guskows Frau unterstellt Anikejewa, bestechlich zu sein und fordert den Ausschluss der „Vitamin-B-Personen“. Die Abstimmung über den Beschluss, die vier Personen aus der Genossenschaft auszuschließen, erfolgt chaotisch, aber endgültig. Niemand stellt sich gegen die willkürliche Entscheidung der Leitung, nur die alleinerziehende Mutter und wissenschaftliche Aspirantin Malajewa enthält sich unter Protest der Stimme. Als alle Versammlungsteilnehmer den Raum verlassen wollen, sind sämtliche Türen verschlossen. Malajewa gibt zu, den Schlüssel versteckt zu haben und fordert, eine Ansprache halten zu dürfen. Zunächst wird positiv darüber abgestimmt, Malajewa zu filzen, um so den Schlüssel zu finden, doch bleibt der verschwunden. Malajewa darf nun reden, zumal einige Teilnehmer wie der frischverheiratete Bräutigam eilig nach Hause wollen. Malajewa prangert in ihrer Rede die Unmenschlichkeit der Entscheidung sowie die egoistische Haltung jedes Einzelnen im Raum an, die sich nicht gegen die Entscheidung empört haben. Jakubow zum Beispiel sei zwar Rentner, habe aber 30 Jahre lang hart am Institut gearbeitet und sei zudem verdienter Veteran des Krieges und unter anderem für die Erstürmung Berlins ausgezeichnet worden. Sidorin und Anikejewa sind beschämt und nehmen Jakubow erneut in die Genossenschaft auf. Wer stattdessen gehen soll, ist offen.
Vorgeschlagen wird zunächst, alle nicht am Institut angestellten Genossenschaftsmitglieder auszuschließen, die ursprünglich nur wegen zu wenigen Beitritten in die dem Institut unterstehende Genossenschaft aufgenommen wurden. Da es bereits weit nach Mitternacht ist, wird eine Entscheidung zunächst auf den nächsten Morgen vertagt. Alle Teilnehmer machen es sich auf und an den präparierten Tieren des Museums bequem. Schon nach kurzer Zeit beginnt die Diskussion erneut und es fällt eine Entscheidung: Kuschakowa und Milloserdows Sohn werden ausgeschlossen und auch die Tochter des Professors Smirnowski, Marina, erhält keine Garage, da der Familie bereits eine Garage für Smirnowski zugesprochen wurde. Als vierten wählt Anikejewa willkürlich erneut den Wissenschaftler Guskow. Dessen Frau steht kurze Zeit neben sich, sieht in einigen Anwesenden ihre Kinder, in Sidorin wiederum ihren Mann und fragt ihn, ob er ihr fremdgehe und ob sie zu alt für ihn geworden sei. Betretenheit macht sich breit und man entscheidet sich, den letzten Ausschluss per Losverfahren zu bestimmen. Jeder zieht schließlich ein leeres Los und ist erfreut. Das letzte im Hut befindliche Los, das das markierte sein muss, erhält schließlich ein Teilnehmer, der sämtliche Diskussionen verschlafen hat und nun von allen Anwesenden lächelnd geweckt wird.

## Produktion
Die Garage kam im Januar 1980 in die Kinos der Sowjetunion. Der Film lief am 26. August 1988 in den Kinos der DDR an und wurde am 14. Mai 1990 erstmals auf DFF 2 im deutschen Fernsehen gezeigt. Im November 2005 veröffentlichte Icestorm den Film im Rahmen der Reihe Russische Klassiker auf DVD.

## Synchronisation
Den Dialog der DEFA-Synchronisation schrieb Wolfgang Krüger, die Regie übernahm Michael Englberger.
| Rolle             | Darsteller                 | Synchronsprecher    |
| ----------------- | -------------------------- | ------------------- |
| Malajewa          | Lija Achedschakowa         | Ingrid Hille        |
| Anikejewa         | Ija Sawwina                | Rosemarie Deibel    |
| Guskows Frau      | Swetlana Nemoljajewa       | Barbara Trommer     |
| Sidorin           | Walentin Gaft              | Siegfried Voß       |
| Fetissow          | Georgi Burkow              | Walter Jäckel       |
| Karpuchin         | Wjatscheslaw Newinny       | Bert Franzke        |
| Smirnowski        | Leonid Markow              | Friedhelm Eberle    |
| Milosserdows Sohn | Igor Kostolewski           | Matthias Hummitzsch |
| Marina            | Olga Ostroumowa            | Dagmar Dempe        |
| Kuschakowa        | Anastassija Wosnessenskaja | Astrid Bless        |
| Jakubow           | Gleb Strischenow           | Victor Dräger       |
| Der Bräutigam     | Boryslaw Brondukow         | Wolfgang Jakob      |
| Der Posaunist     | Semjon Farada              | Hasso Billerbeck    |
| Natascha          | Natalja Gurso              | Manon Straché       |

## Kritik
Renate Holland-Moritz nannte Die Garage „eine filmische Kostbarkeit“, die für „Freunde schonungsloser Satire und beißenden Witzes“ zu empfehlen sei.
Der film-dienst nannte Die Garage eine „turbulente, thematisch brisante Komödie mit satirischen Zuspitzungen.“ „In seiner Satire aus der Vor-Gorbatschow-Zeit prangert Regisseur Eldar Rjasanow die menschlichen und wirtschaftlichen Schwächen des sozialistischen Alltags an. Fazit: Ebenso mutige wie witzige Sowjet-Satire“, schrieb Cinema.